# Bytharia marginata
Bytharia marginata là một loài bướm đêm trong họ Geometridae.